# Eta Columbae
Eta Columbae ( η Columbae, förkortat Eta Col,  η Col) som är stjärnans Bayerbeteckning, är en ensam stjärna belägen i södra delen av stjärnbilden Duvan. Den har en skenbar magnitud på 3,96 och är synlig för blotta ögat. Baserat på årlig parallaxförsljutning på 6,91 mas,  beräknas den befinna sig på ett avstånd av ca 472 ljusår (145 parsek) från solen.

## Egenskaper
Eta Columbae är en orange till röd jättestjärna av typ K av spektralklass K0 III, eller möjligen en ljus jätte av spektralklass G8/K1 II. Stjärnan har en uppskattad massa som är 3,33 gånger solens massa och dess uppmätta vinkeldiameter, efter korrigering för randfördunkling, är 2,48 ± 0,03 mas, som på dess beräknade avstånd motsvarar en radie som är 38,6 gånger solens radie. Den avger omkring 708 gånger mer energi än solen från dess yttre atmosfär vid en effektiv temperatur på 4 620 K.